# QOPH
QOPH는 1994년 스톡홀름에서 결성된 프로그레시브 록 밴드이다.

## 개요
QOPH는 스웨덴 스토너 록 씬의 개척자 중 하나이다.
초기 곡들은 다수가 연주곡이었다. 기타리스트 트레데릭 뢴퀴비스트가 96년 탈퇴해서 자신의 밴드 더 문을 결성한다. 그래서 QOPH의 초기곡들 몇몇은 더 문의 In Phase에도 수록되어있다.
98년에 나온 1집 Kalejdoskopiska Aktiviteter은 연주 위주의 밴드에 실험적 뮤지션 로빈 크비스트가 스웨덴어 가사를 입혀서 발매되었다. 자켓은 ABBA의 음반을 디자인하기도 했던 초현실주의자 한스 아놀드의 작품.
이들은 EP Än lyser månen부터 영어가사를 쓰기 시작했고 04년에 2집 Pyrola를 발매했다. 매트 외베르그, 닉클라스 바커(아넥도텐) 등이 참여했다.
여러 록페에서 공연한 후 새 보컬 루스탄 게치빈트가 합류해 3집 Freaks를 발매했다.

## 앨범 목록
- Kalejdoskopiska Aktiviteter CD/LP (1998 Record Heaven)
  - Än lyser månen EP (2000 Record Heaven)
- Pyrola CD/LP (2004 Kaleidophone/Disk Union/Nasoni Records)
  - In Phase LP (2005 Nasoni Records) (as The Moon)
- Freaks CD/LP (2012 Transubstans Records/Nasoni Records)
- Glancing Madly Backwards - Rare & Unreleased 1994-2004 CD (2014 Transubstans Records)